# 원주치악체육관
원주치악체육관(原州雉岳體育館)은 강원특별자치도 원주시 명륜동에 위치한 종합 실내 경기장이다.

## 내력
1980년 5월 20일 설립되었다. 원주의 명산으로 이름 높은 치악산의 정기를 이어받는다는 뜻으로 치악체육관이라고 하였다. 농구ㆍ배구ㆍ복싱ㆍ배드민턴ㆍ핸드볼ㆍ종합격투기 경기장 등으로 사용되었으며 전국아마추어복싱선수권대회를 유치하기도 했다. 2013년 10월 홈경기장으로 사용하던 원주 동부 프로미 농구단이 10월 원주종합체육관으로 홈경기장을 옮기자 2014년 3월 연중 공연과 체육활동이 가능한 복합문화체육공간으로 재탄생 했다.

## 같이 보기
- 치악의 종